# Fingolimod
Il Fingolimod (INN con il nome in codice FTY720) è un farmaco ad azione immunosoppressiva, che venne dato in licenza dalla Mitsubishi Tanabe Pharma Corporation e successivamente sviluppato nei laboratori della Novartis International AG, che ha aperto un nuovo e promettente approccio terapeutico nella sclerosi multipla (SM).
Esso deriva dal miriocin o myrocin(ISP-1) che è un metabolita dai funghi Isaria sinclairii e Myrothecium verrucaria.
Si tratta di una struttura analoga alla sfingosina che viene fosforilata dalle sfingosina kinasi della cellula (soprattutto la sfingosina chinasi 2).
Il farmaco agirebbe sequestrando i linfociti dei linfonodi, impedendo loro di migrare nel sistema nervoso centrale per determinare le risposte autoimmuni come accade nella sclerosi multipla. Esso è stato originariamente proposto come un farmaco antirigetto, indicato nel decorso del post-trapianto.
Il fingolimod è un profarmaco. Si ritiene che il meccanismo d'azione del metabolita attivo (fosfo-fingolimod), sia dovuto alla sua attività modulatrice su uno dei cinque recettori della sfingosina-1-fosfato: l'S1PR1..
È stata evidenziata per il fingolimod un'azione stimolante sul processo di riparazione delle cellule gliali e delle cellule precursori dopo un insulto; sono inoltre riportati per il farmaco effetti di antagonista sul recettore dei cannabinoidi e di inibitore della PLAc ed anche un effetto inibitore della ceramide sintetasi.

## Caratteristiche strutturali e fisiche
Il fingolimod cloridrato è una polvere praticamente bianca facilmente solubile in acqua, in alcool e glicole propilenico. Ha un peso molecolare di 343,93.
Diversi studi hanno descritto la sintesi chimica del farmaco e dei suoi analoghi.
Già nel 1999 ricercatori giapponesi hanno individuato nella dimensione dei gruppi alchilici e nella configurazione assoluta del carbonio quaternario la capacità di determinare l'attività immunosoppressiva.
Studi di structure-activity relationship (SAR), fatti sugli omologhi e sui derivati parzialmente sintetici del myriocin, hanno mostrato che la configurazione del carbonio posto tra il gruppo 3-idrossi e il 14-chetone, il doppio legame in posizione 6, e il gruppo 4-idrossi, non erano importanti per la sua attività; così si è pensato alla semplificazione della struttura nel tentativo di ridurre la tossicità e migliorare la maneggevolezza del farmaco.
Il fingolimod (2-amino-2-[2 - (4-ottile-fenil) etil] -1,3-propandiolo cloridrato) è un analogo sintetico strutturale di S1P, un liso-fosfolipide naturale.

## Storia

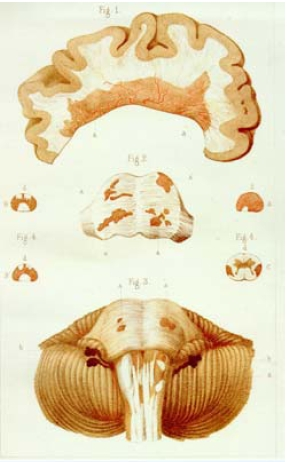
La prima descrizione, dovuta Jean-Martin Charcot, di un cervello affetto da SM.

Nel 1992 un gruppo di ricerca giapponese ha individuato un principio attivo di origine naturale ad azione immunosoppressiva, il myriocin (ISP-I), dal quale si è ottenuto con modifiche chimiche il FTY720 (Fingolimod), caratterizzato da migliore tollerabilità.
Il Myriocin è stato isolato da un brodo di coltura di un tipo di funghi entomopatogeni (sinclairii Isaria), tradizionalmente usati nella medicina popolare cinese come elisir di lunga vita.
I risultati dei primi test in vitro (test di reazione linfocitaria mista) e lo screening in vivo sul ratto con un modello sperimentale sul tempo di sopravvivenza delle cellule cutanee (skin graft) hanno dimostrato la notevole azione immunosoppressiva di questo farmaco.
La molecola di fingolimod fu sintetizzata, per la prima volta, da ricercatori della Yoshitomi Pharmaceuticals nel 1995; nel 1997 la società giapponese cede il brevetto alla Novartis.
Il farmaco venne inizialmente utilizzato in test clinici in combinazione con la ciclosporina per sopprimere la reazione di rigetto dopo trapianto renale.
Il 22 settembre 2010 il fingolimod è diventato il primo farmaco orale approvato dalla Food and Drug Administration con il nome Gilenya, capace di ridurre le recidive e la progressione della disabilità nei pazienti con forme recidivanti di sclerosi multipla.
Il farmaco, dopo solo 3 mesi dal suo lancio negli Stati Uniti, ha realizzato vendite per 13 milioni di dollari, con più di duemila pazienti trattati e mille medici prescrittori. Alcuni medici della Cleveland Clinic, uno dei centri al mondo più importanti nel campo della ricerca medica, hanno inserito il fingolimod tra le innovazioni di maggior impatto in campo sanitario per il 2010.
Il 20 gennaio 2011 il Committee for Medicinal Products for Human Use CHMP dell'EMA ha espresso parere positivo all'approvazione di fingolimod, che così diventerà la prima terapia orale per la sclerosi multipla (SM) approvata nei paesi dell'Unione europea. Il parere positivo si applica alla terapia dei pazienti con sclerosi multipla di tipo recidivante-remittente (la più frequente) ad alta attività di malattia nonostante il trattamento con interferone beta o di pazienti con sclerosi multipla recidivante-remittente grave a rapida evoluzione.
Il parere positivo definitivo dell'EMA è previsto dopo tre mesi l'approvazione dell'EMA. Germania, Regno Unito, Francia, Paesi Bassi e Italia dovrebbero essere i primi paesi europei in cui il farmaco sarà disponibile. In Italia la commercializzazione è prevista entro la fine del 2011.
Il 9 marzo 2011 il Ministero della Salute canadese ha approvato il fingolimod come terapia di seconda linea nei soggetti che non rispondono o sono intolleranti a terapie per la SM; il farmaco sarà reperibile in farmacia in Canada dal 1º aprile 2011.
Il 17 marzo 2011 la Commissione Europea, facendo seguito al parere positivo espresso in data 21 gennaio 2011 dal comitato dell'agenzia europea del farmaco per i prodotti medicinali per uso umano, ha approvato definitivamente il farmaco Gilenya® (fingolimod) al dosaggio giornaliero di 0,5 mg come terapia della sclerosi multipla recidivante-remittente nei soggetti resistenti all'interferon-beta o nei soggetti con forme di malattia recidivante-remittente grave a rapida evoluzione.
Nel settembre 2011 il Gilenia di Novartis è stato approvato in Giappone per la prevenzione delle ricadute e per ritardare la progressione della disabilità fisica negli adulti con sclerosi multipla (SM).
In Gran Bretagna il NICE (National Institute for Health and Clinical Excellence) nel dicembre 2011 ha negato la rimborsabilità al farmaco ritenendo le prove fin qui prodotte dalla Novartis insufficienti a dimostrare il vantaggio terapeutico rispetto alla terapia solitamente usata sui parametri standard di costo/beneficio (QUALY e ICER). Nell'aprile 2012 il NICE emetterà un parere definitivo l'inserimento del farmaco nel prontuario inglese dopo una pubblica consultazione con tutte le parti interessante quali associazioni di pazienti, azienda produttrice, ecc.
Al gennaio 2012 sono circa 25 000 i pazienti trattati con il farmaco, che pare abbia dimezzato il tasso di ricadute ad un anno.

### In Italia
L'Italia ha partecipato all'arruolamento di 250 pazienti nello studio internazionale TRANSFORMS, primo trial di confronto diretto con un trattamento standard per la sclerosi multipla che ha coinvolto 172 centri di 18 Paesi.
Lo studio era concepito:
1. trattamento con gruppo di controllo attivo (Interferon beta-1a);
2. Endpoint primario: studio di sicurezza ed efficacia;
3. Modello dello studio: Gruppi in parallelo, mascherati, in doppio cieco.

Il titolo ufficiale dello studio, che ha coinvolto 22 centri in Italia, è: A 12-month Study Comparing the Efficacy and Safety of Two Doses of Fingolimod Versus Interferon β-1a in Patients With Relapsing-remitting Multiple Sclerosis With Optional Extension Phase; questo studio ha generato 2 importanti pubblicazioni scientifiche.
A partire dal 7 dicembre 2011 il fingolimod, in confezione da 28 capsule, diventa prescrivibile con nota (nota n. 65) e rimborsato dal SSN italiano, con un prezzo per ogni confezione di 2970,72. €.
L'indicazione ufficialmente approvata nella G. U. n. 272 del 22 novembre 2011 è:

## Farmacocinetica

### Assorbimento
Il Tmax del fingolimod è di 12-16 ore, mentre la biodisponibilità orale è del 93%. Il cibo non interferisce con l'assorbimento. Lo steady-state plasmatico è raggiunto dopo circa 1-2 mesi di somministrazione orale una volta al giorno, con una concentrazione plasmatica all'equilibrio pari a circa 10 volte quella della dose iniziale.

### Distribuzione
Il fingolimod è molto ben distribuito nei globuli rossi; il fingolimod-fosfato è captato per il 17% nei globuli rossi ed entrambi sono legati alle proteine del plasma per il 99.7%; questo legame non è modificato dall'insufficienza epatica o renale. Ha un volume apparente di distribuzione di 1200±260 L e presenta una distribuzione uniforme in tutti i tessuti.

### Metabolismo
La biotrasformazione del farmaco nei soggetti umani segue 3 vie metaboliche:
1. fosforilazione stereoselettiva dell'enantiomero attivo di fingolimod-fosfato.
2. biotrasformazione ossidativa attraverso il citocromo P450 con l'isoenzima4F2, e con conseguente degradazione degli acidi grassi a metaboliti inattivi.
3. formazione di metaboliti farmacologicamente inattivi, analoghi dei ceramidi non polari di fingolimod. Il farmaco è metabolizzato soprattutto dal CYP4F2, ed in misura minore dagli isoenzimi CYP2D6, 2E1, 3A4, and 4F12. Il metabolismo del fingolimod non sostanzialmente alterato dalla presenza di sostanze inibitrici di singoli isoenzimi citocromiali.

Con la somministrazione di farmaco marcato con 14C, questo si ritrova (dopo 816 ore) come tale nel plasma nel 23.3%, come fingolimod fosfato nel 10,3%, e come metaboliti inattivi nell'8,3%.

### Eliminazione
La clearance del fingolimod è di 6.3±2.3 L/h, con una emivita terminale di 6-9 giorni. Dopo singola dose orale l'81% del farmaco viene escreto con le urine sotto forma di metaboliti inattivi, mentre il fingolimod-fosfato viene interamente escreto con le feci.

## Farmacodinamica
Il S1P interagisce con 5 sottotipi conosciuti dei recettori del S1P (S1P 1-5), questi sono presenti in tutto l'organismo, ciò spiega la varietà di processi fisiologici cui sono coinvolti naturalmente i recettori S1Ps.
I recettori S1P 1-3 si trovano nel sistema cardiovascolare, nel sistema nervoso centrale e nel sistema immunitario. L'attivazione di questi recettori sulla muscolatura liscia e nelle cellule endoteliali vascolari regola l'omeostasi della permeabilità cellulare delle cellule endoteliari. L'attivazione dei recettori S1P 1 su miociti atriali regola la frequenza cardiaca. Il recettore S1P 4 è generalmente presente nei tessuti emopoietici e nei linfoidi, mentre il S1P 5 si esprime nella sostanza bianca del sistema nervoso centrale (SNC).
Il farmaco fingolimod (FTY720) è un profarmaco che viene fosforilato in vivo dalla sfingosina chinasi a fingolimod-fosfato, che è il composto farmacologicamente attivo. Esso è noto si lega a 4 dei 5 recettori S1P (S1P1,2,3,4) ed agendo come antagonista di questi sottotipi recettoriali, impedisce ai linfociti di spostarsi dagli organi linfoidi al sistema nervoso centrale.
Il legame in particolare con il recettore S1P1 blocca l'internalizzazione del recettore, il farmaco inibisce la migrazione dei linfociti provocata dal S1P; il legame con S1P uno è di particolare importanza per il meccanismo di azione di Fingolimod nella sclerosi multipla. Il S1P 1 è altamente espresso sui linfociti T e B ed è responsabile della regolazione della uscita di linfociti da tessuto linfoide. Il legame di fingolimod-fosfato con il S1P 1 porta alla down-regolazione del recettore e la conseguente sequestro dei linfociti nei tessuti linfatici, prevenendo il loro riciclo e riducendone la conta dei linfociti periferici.
Si presume che il fingolimod (FTY720), grazie al suo metabolita attivo(S)-FTY720-P, induca sequestro dei linfociti per l'inibizione dell'espressione del recettore S1P/S1P1-dependente dei linfociti dai tessuti dei linfoidi secondari e dal timo. Interessante il fatto che il farmaco non distrugge nessuna popolazione linfocitaria.
La funzione immunitaria che si basa su cellule T naive e cellule della memoria centrale, come nel caso di alcune infezioni virali e nel comune raffreddore, può essere ridotta o ritardata.
Nella SM la teoria più accreditata ritiene che una penetrazione autoaggressiva di linfociti nel sistema nervoso centrale contribuisce all'infiammazione e ai danni neurali che si creano nella malattia. Il fingolimod è capace di sequestrare i linfociti nei tessuti linfoidi. Inoltre i recettori S1P 1, soprattutto espressi nel sistema nervoso centrale, hanno dimostrato di modulare la neurogenesi e la funzione neurale.
Fingolimod ha dimostrato di attraversare la barriera emato-encefalica in modelli animali accumulandosi nella sostanza bianca del sistema nervoso centrale. Pertanto, il fingolimod può avere la capacità di facilitare il ripristino della funzionalità delle cellule nervose e anche di una riparazione endogena come supplemento del SNC in pazienti con SM.
Il fingolimod agisce sequestrando i linfociti nei linfonodi in modo selettivo e reversibile, riducendone il numero di quelli che riescono a raggiungere il SNC, dove possono scatenare una reazione infiammatoria che è causa della malattia. Quando il trattamento viene interrotto il numero dei linfociti torna al valore iniziale.

## Clinica
Il FTY720 mostra essere altamente efficace su modelli di trapianto allogenico sperimentale e su modelli di malattie autoimmuni come l'encefalomielite autoimmune, l'artrite collagene-indotta, e nefrite lupica.
Poiché il fingolimod possiede un nuovo meccanismo d'azione mai osservato prima con altri farmaci immunosoppressivi, si ritiene questa sostanza possa permettere un nuovo originale approccio terapeutico per le malattie autoimmuni ed in particolare per la sclerosi multipla.

### Sclerosi multipla

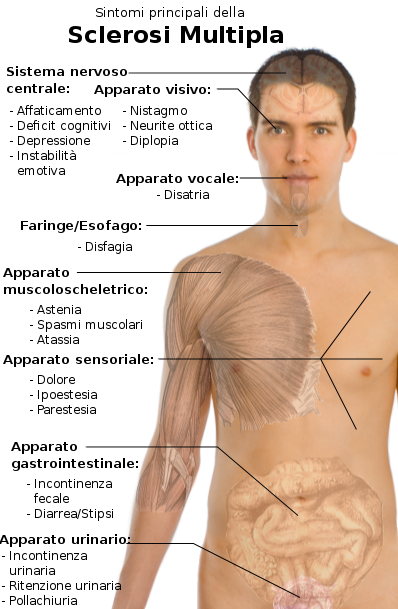
I principali sintomi della SM

Un esempio di evoluzione temporale della SM

Uno studio di fase II ha confrontato l'efficacia e la sicurezza a 6 mesi di due dosi di FTY720 (1,25 mg e 5 mg) verso placebo. La dose di 1,5 mg è stata efficace come quella da 5 mg, con minori effetti collaterali. Inoltre, i segni dell'infiammazione alla risonanza magnetica sono state significativamente meno presenti e le recidive sono state inferiori rispetto al gruppo placebo.
Il farmaco è stato studiato in due importanti trials sovranazionali (mega-trials), che sono: il TRANSFORMS e il FREEDOMS.
I risultati positivi dei due studi hanno fornito una conoscenza completa dell'efficacia e tollerabilità di fingolimod.
- Lo studio internazionale TRANSFORMS prevedeva una somministrazione settimanale di Interferone beta-1a per via intramuscolare (Avonex) confrontata con dosi di FTY720 a 12 mesi. Sono stati arruolati 1.292 pazienti con sclerosi multipla recidivante. La riduzione della percentuale di recidive è stata del 52% (nel gruppo 0,5 mg) e del 32% (nel gruppo 1,25 mg) rispetto al gruppo trattato con interferone. Inoltre, il Fingolimod è stato generalmente ben tollerato, sebbene le infezioni delle alte vie respiratorie e la stanchezza si sono verificate più frequentemente che nel gruppo interferone, mentre la malattia simil-influenzale sono stati più numerosi quest'ultimo.[51]
- Lo studio FREEDOMS ha incluso 1.272 pazienti ed è durato per oltre 24 mesi, ha confrontato l'efficacia di FTY720 a due diversi dosaggi (1,25 e 0,5 mg) contro placebo. Il tasso di recidive rispetto al gruppo placebo è diminuito del 54% (nel gruppo 0,5 mg) e il 60% (nel gruppo 1,25 mg), mentre la progressione della disabilità nell'arco di 24 mesi è stato rallentato del 30% (nel gruppo 0,5 mg) e del 32% (nel gruppo 1,25 mg).[52]

Negli studi clinici, il trattamento con fingolimod ha determinato una riduzione statisticamente significativa delle lesioni attive rilevate alla risonanza magnetica (RMN), è questo un dato oggettivo.
Il profilo di sicurezza e tollerabilità del farmaco è stato studiato in oltre 2.600 pazienti, alcuni dei quali sono arrivati al settimo anno di trattamento, per un totale di oltre 4.500 pazienti/anno di esposizione al farmaco.
Dati preliminari prodotti da uno studio pubblicato nell'aprile 2010 suggerirebbero come il fingolimod può aver un ruolo nel rafforzare il processo di rimielinizzazione nel SNC.
Infatti, il trattamento con fingolimod somministrato sperimentalmente successivamente alla demielinizzazione indotta su cellule (gliali) del SNC con perdita di mielina e morte degli oligodendrociti, ha migliorato il fenomeno della rimielinizzazione. In particolare l'attività del farmaco si è estesa alle cellule OPC e agli oligodendrociti maturi, inoltre ha svolto attività anche a livello di altre cellule gliali. Il legame del fingolimod al suo recettore specifico, S1P, spiegherebbe i suoi effetti rimielinizzanti essendo questi mediati principalmente attraverso dei sottotipi del recettore S1P1 e S1P5.

### Trapianto renale
Il fingolimod è attivamente studiato in modelli umani in vitro e animali di trapianto renale.
In uno studio clinico di fase III di trapianto renale il fingolimod non è risultato essere superiore rispetto al gruppo di controllo con micofenolato mofetile.
Il fingolimod è stato testato in combinazione con la ciclosporina per evitare la reazione da rigetto conseguente al trapianto renale. Nella fase di sperimentazione clinica di fase III ha mostrato, tuttavia, degli effetti collaterali oculari (edema maculare), in particolare nei pazienti diabetici con predisposizione alla retinopatia diabetica.

## Indicazioni

### Approvate
Secondo il foglietto illustrativo approvato dalla Food and Drug Administration statunitense:
Nel settembre 2011 l'FDA ha approvato il farmaco per il trattamento delle forme di Sclerosi Multipla recidivanti, come trattamento di prima linea, alla dose di 0.5 mg al giorno.
Secondo il foglietto illustrativo dell'Agenzia europea per i medicinali:
- Pazienti con una elevata attività di malattia nonostante la terapia con interferone-beta.

 Questi pazienti possono essere definiti come coloro che non hanno risposto ad un ciclo terapeutico completo ed adeguato (normalmente almeno un anno di trattamento) con interferone beta. I pazienti devono avere avuto almeno 1 recidiva nell'anno precedente mentre erano in terapia, e presentare almeno 9 lesioni iperintense in T2 alla RM cerebrale o almeno 1 lesione captante gadolinio. Un paziente non responder può anche essere definito come un paziente che presenta, rispetto all'anno precedente, un tasso di recidive invariato o aumentato o che presenta recidive gravi.
oppure:
- Pazienti con sclerosi multipla recidivante-remittente grave ad evoluzione rapida, definita 
  - da due o più recidive disabilitanti in un anno, e con 1 o più lesioni captanti gadolinio alla RM cerebrale
  - con un aumento significativo del carico lesionale in T2 rispetto ad una precedente RM recentemente effettuata.»

### Off-label
Uno studio del 2013, in modo preliminare, mostra un potenziale utilizzo del farmaco nel tumore del colon associato a colite.

## Effetti collaterali
Gli effetti collaterali più frequenti del farmaco sono:
- cefalea,
- incremento degli enzimi epatici,
- influenza,
- diarrea,
- mal di schiena e
- tosse.

Altri effetti del fingolimod sono:
- riduzione della frequenza cardiaca e blocco atrio-ventricolare, transitori e generalmente asintomatici,[62] all'inizio del trattamento,
- lieve aumento della pressione arteriosa,[63]
- edema maculare[49] e
- lieve broncocostrizione.[64]

Il tasso complessivo di infezioni, comprese quelle gravi, è stato simile nei vari gruppi di trattamento. Si è, però, osservato un lieve aumento di infezioni delle vie respiratorie inferiori (principalmente bronchiti).
Il numero di neoplasie riportato è comparabile tra i gruppi di pazienti trattati con fingolimod e i gruppi di controllo.
Nei tumori epiteliali ha mostrato un basso potenziale oncogenico.
Uno studio indica che il fingolimod può avere anche un ruolo potenziale come farmaco anticancro.
Il fingolimod è stato associato ad infezioni potenzialmente fatali ed anche bradicardia, cancro della pelle e, recentemente, un caso di encefalite focale emorragica. Due soggetti sono deceduti, uno a causa di un'infezione cerebrale da herpesvirus ed un secondo paziente a causa di uno zoster; anche se non è chiaro se il farmaco sia stato responsabile di questi eventi.

## Tossicologia

### Controindicazioni
Nessuna controindicazione nota.

## Dosi terapeutiche
La dose raccomandata di fingolimod è di 0,5 mg, da assumersi per via orale una volta al giorno.
Dopo la somministrazione della prima dose, i pazienti devono essere osservati per 6 ore allo scopo di controllare segni e sintomi di bradicardia.
Il fingolimod può essere assunto con o senza cibo.

### Sovradosaggio
L'assunzione di dosi superiori a 0.5 mg è associata a una maggiore incidenza di reazioni avverse, senza che si registrino benefici aggiuntivi.

## Gravidanza e allattamento
Il fingolimod può essere usato in gravidanza solo se il potenziale beneficio giustifica il rischio potenziale per il feto.
Nell'allattamento l'assunzione del farmaco va evitata.

## Avvertenze
L'EMEA detta le norme per l'uso del farmaco in questo documento, dal titolo:"Condizioni o restrizioni per quanto riguarda l'uso sicuro ed efficace del medicinale che devono essere implementate in ciascun stato membro."
Tra queste: l'uso del farmaco richiede alla prima somministrazione un controllo del soggetto per 6 ore in Day Hospital, in modo da verificare cambiamenti della frequenza cardiaca sempre possibili con il farmaco; inoltre il soggetto va preliminarmente studiato con: l'esecuzione di un ECG secondo Holter per 24 ore, esami ematochimici, visita dermatologica e oculistica, ed altro.
È stato segnalato il primo caso di morte conseguente all'assunzione di figolimod da parte del NeLM news service organizzazione del National Health Service inglese, anche se la relazione di causa ed effetto non è stata ben stabilita. Successivamente è stato riportato un altro caso.

### Procedura di revisione
In data 20 gennaio 2012 l'EMA, con il suo Comitato Scientifico per i Prodotti Medicinali per Uso Umano (CHMP) ha iniziato una revisione, che si concluderà a marzo del 2012, del rischio e dei vantaggi del farmaco sottolineando la necessità di un attento monitoraggio cardiovascolare dopo la prima dose somministrata. Il procedimento è scaturito per la morte di un paziente statunitense che aveva ricevuto il farmaco meno di 24 ore prima del decesso.
Secondo la "The National MS Society" i casi di decesso, al gennaio 2012, sono in tutto il mondo sei; non è però stata per nessuno stabilita la relazione di causa/effetto, in totale nel mondo al gennaio 2012 sono 33 000 le persone che assumono il farmaco.

#### Leucoencefalopatia multifocale progressiva
Il 16 aprile 2012 in un comunicato stampa la Novartis informa che un paziente in terapia con Fingolimod ha sviluppato una infezione cerebrale pericolosa per la vita del paziente: leucoencefalopatia multifocale progressiva.
L'Agenzia Europea del Farmaco (EMA) ha richiesto a Novartis di produrre un resoconto dettagliato su questo trattamento orale, in tempi brevi, per decidere eventualmente di sospendere momentaneamente la commercializzazione del farmaco.

### Pediatria
In pediatria non è stata stabilita la sicurezza e l'efficacia di impiego del farmaco.

### Insufficienza epatica
In caso di grave insufficienza epatica aumentano gli effetti collaterali, pertanto prima di iniziare la terapia con fingolimod va valuta la funzionalità epatica.

### Disturbi del ritmo cardiaco
Il farmaco determina diminuzione della frequenza cardiaca e della conduzione atrioventricolare dopo la prima dose; pertanto va effettuato prima di iniziare la terapia un ECG basale, specie nei pazienti a rischio di bradiaritmia.

### Edema maculare
Una valutazione oftalmologica deve essere effettuata prima di iniziare il fingolimod e in 3-4 mesi dopo l'inizio del trattamento e durante la terapia con il farmaco. I pazienti con diabete mellito o una storia di uveite sono a maggior rischio di complicanze aftalmologiche per questo devono essere sottoposti a regolari valutazioni olftalmologiche.

### Insufficienza respiratoria
Il farmaco diminuisce la risposta ai test di funzionalità polmonare, la spirometria e la valutazione della capacità di diffusione polmonare per il monossido di carbonio (DLCO), vanno eseguiti quando le condizioni cliniche lo richiedono.

### Sindrome emofagocitica
In data 11 novembre 2013 sono stati segnalati dall'AIFA due casi fatali di sindrome emofagocitica (haemophagocytic syndrome, HPS), in soggetti in cura con fingolimod a 0,5 mg al dì.

## Interazioni
Il fingolimod e il fingolimod-fosfato sono in grado di indurre il proprio e/o il metabolismo di farmaci che sono metabolizzati dai citocromi: CYP3A4, CYP1A2, CYP4F2 e MDR1 (P-glicoproteina) mRNA e CYP3A, CYP1A2, CYP2B6, CYP2C8, CYP2C9, CYP2C19 e con l'attività del CYP4F2 negli epatociti umani.
- Antiaritmici

Con i farmaci antiaritmici di Classe IA e di Classe III, il fingoilimod può determinare disturbi del ritmo cardiaco.
- Vaccini

Va evitata la somministrazione di vaccini vivi attenuati durante e due mesi dopo l'interruzione del trattamento fingolimod, a causa del rischio di infezione.
- Ketoconazolo

Esistono interazioni che fanno aumentare del 70% le concentrazioni plasmatiche del ketoconazolo questo impone un monitoraggio durante la somministrazione del fingolimod con questo antifungino.
- Ciclosporina

La farmacocinetica di fingolimod dopo dose singola non è alterata durante la somministrazione concomitante con ciclosporina. Inoltre, non ha effetti clinicamente rilevanti con i seguenti farmaci: baclofen, gabapentin, ossibutinina, amantadina, modafinil, amitriptilina, pregabalin e corticosteroidi.

## Analisi della letteratura pubblicata / in progress
- Studi in corso sul farmaco: n. 29[78]
- Linee Guida sul farmaco: nessuna[79]
- Metanalisi sul farmaco: nessuna[79]
- RCT (Randomized controlled trial)) sul farmaco: n. 30[79]
- Review sul farmaco: n. 112[79]